# Беркенгейм, Александр Моисеевич
Александр Моисеевич Беркенгейм (4 ноября 1878, Москва — 9 августа 1932, Есеник, Чехословакия) — один из руководителей кооперативного движения в России и Польше, один из учредителей Российского политического Красного Креста (1918).

## Биография
Родился в семье купца первой гильдии Моисея Соломоновича Беркенгейма и его жены Аграфены Коган, уроженцев Динабурга; у него было четверо братьев и две сестры.
В 1899 году был отчислен с физико-математического факультета Московского университета за участие в студенческих выступлениях, арестован и выслан за границу. Окончив Дрезденский политехникум, возвратился в Россию, где вступил в партию социалистов-революционеров, за что неоднократно подвергался арестам и высылке. Будучи в ссылке в Архангельской губернии начал участвовать в местной кооперации и после освобождения (1914) был назначен членом правления и заместителем председателя Московского союза потребительских обществ (МСПО, с 1917 года Центросоюз). После Февральской революции 1917 года был назначен председателем Московского продовольственного комитета, избран членом предпарламента и Государственного совещания, в силу умеренно консервативных воззрений порвал с партией социалистов-революционеров. 25 июня 1917 года был избран гласным Московской городской думы. На Всероссийском демократическом совещании в Петрограде (14—22 сентября 1917 года) был избран членом президиума от общей кооперации. В Учредительное собрание избирался по спискам от кооперативного блока. Был в числе членов-учредителей Московского политического Красного Креста.

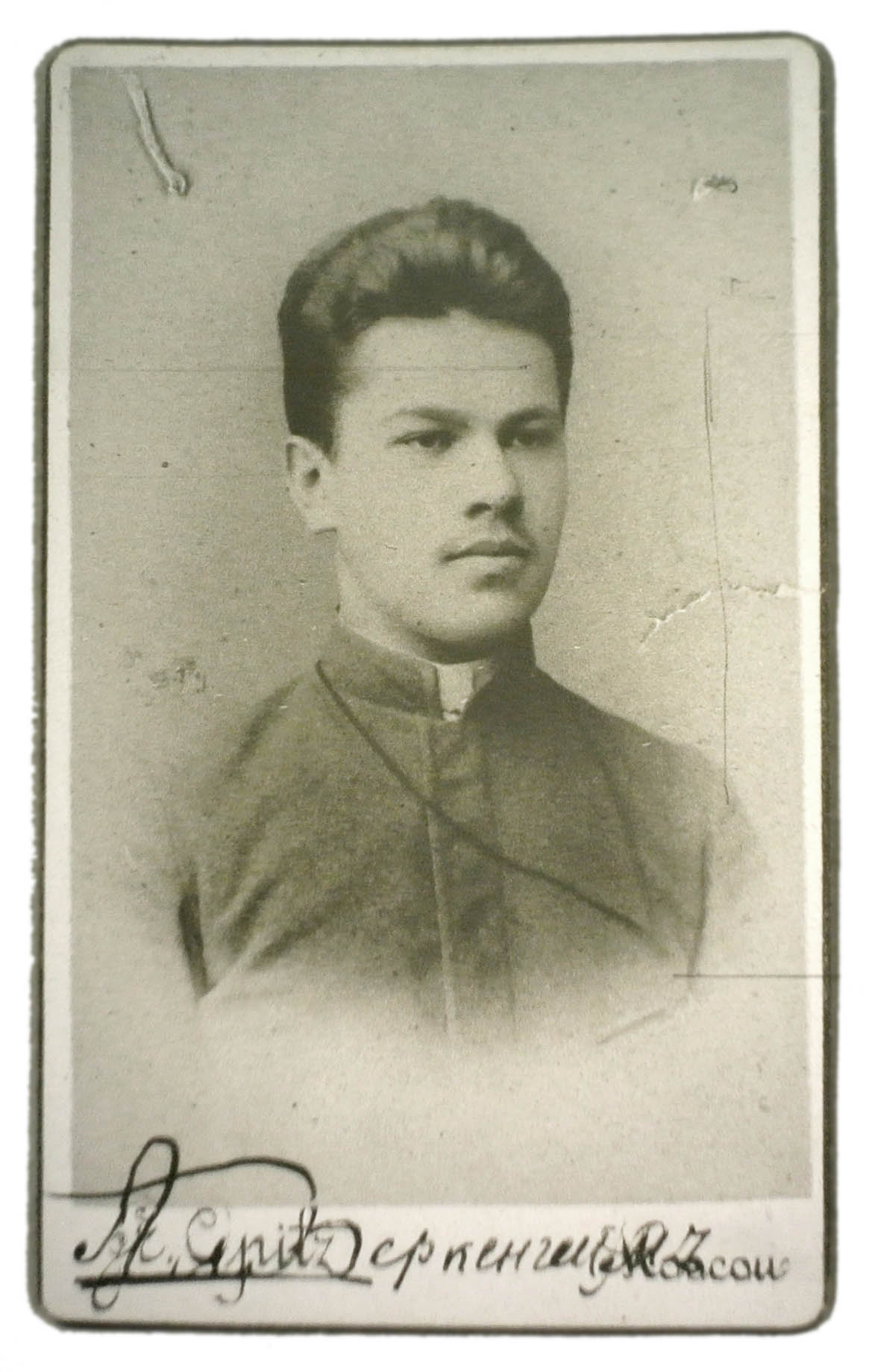
А. Беркенгейм, студент, 1895

Как глава заграничного (Лондонского) и Сибирского филиалов Центросоюза и член его правления в декабре 1918 года был направлен в США и Великобританию, где руководил переговорами по закупкам товаров, в том числе с Верховным советом кооперации в Версале. Вместе с В. Н. Зельгеймом и Е. О. Ленской ответил отказом на требование Л. Б. Красина сдать заграничное имущество Центросоюза, отчего в 1920 году был обвинён в контрреволюционной деятельности и содействии белому движению, проходил по так называемму «делу кооператоров» петроградской ЧК. Решением Совета Народных Комиссаров от 27 апреля 1920 года был отстранён от работы в Центросоюзе потребительских обществ, но отказался выполнить решение Совета, объявив лондонский и стокгольмский филиалы независимым акционерным обществом. Вместе с 18 сотрудниками был осуждён Верховным революционным трибуналом заочно и принял решение не возвращаться в Россию. В 1922 году заграничное имущество Центросоюза под давлением советских властей было конфисковано и возвращено представителям советской кооперации.

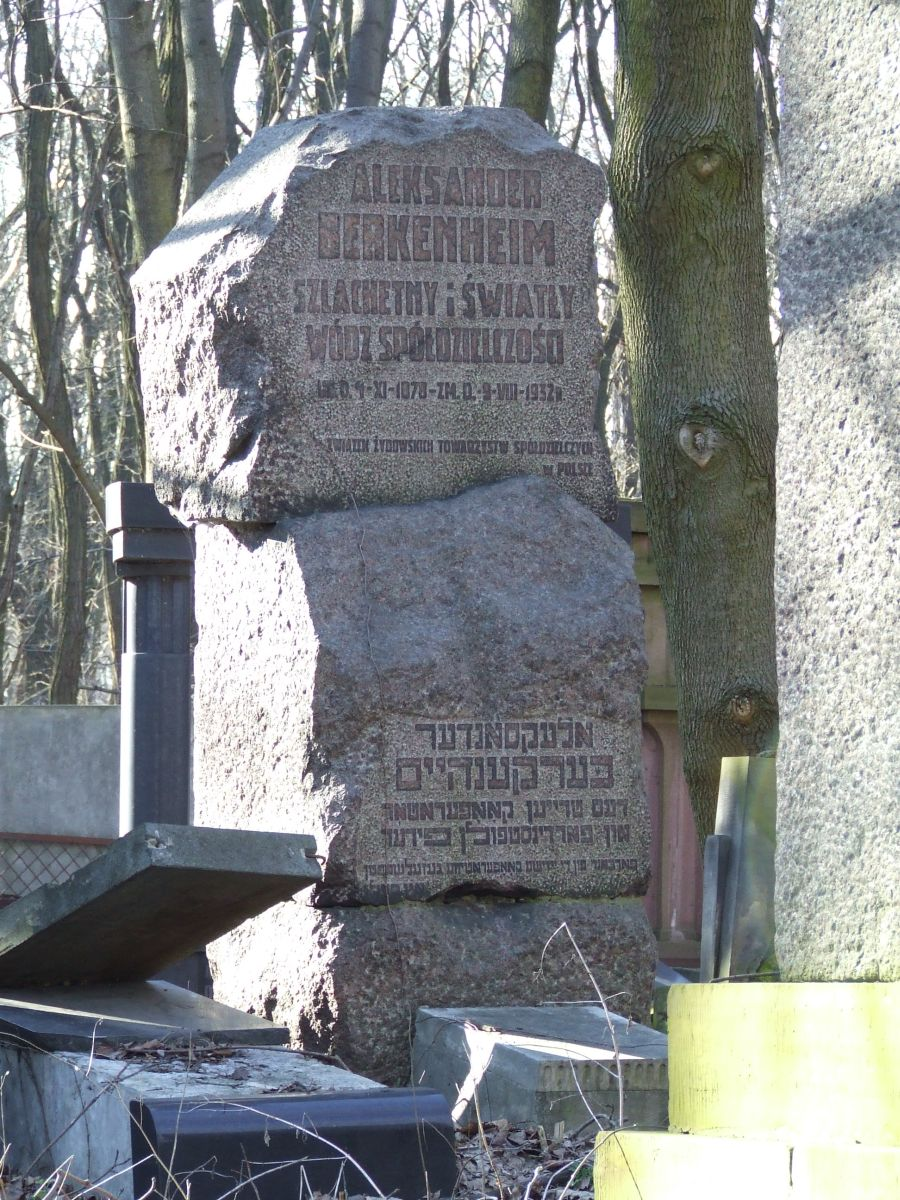

Поселившись в начале 1920-х годов в Польше, А. М. Беркенгейм стал работать в Центральном союзе еврейских кооперативов, который возглавлял с 1926 года и до конца жизни. Его статьи на идише печатались в газете «Кооперативе бавегунг» (кооперативное движение) — главном печатном органе Союза еврейских кооперативных обществ Польши. Умер в водолечебном санатории «Priessnitz» в Графенберге (ныне в составе Есеника) в Чехословакии, похоронен на Еврейском кладбище (Воля) в Варшаве. Надгробный памятник на могиле А. М. Беркенгейма был выполнен скульптором Абрамом Остржегой (1889—1942).
В 1932 году Союзом еврейских кооперативных обществ в Польше был издан сборник статей на идише памяти Александра Беркенгейма «דעם אנדענק פון אלעקסאנדער בערקענהיים».

## Семья
Дети от первого брака:
- Дочь — Зоя Александровна Беркенгейм (1915—?), была близкой подругой Ф. А. Вигдоровой[18].
- Сын — Евгений Александрович Беркенгейм (1918—2002), инженер.
  - Внук — писатель Сергей Евгеньевич Каледин.

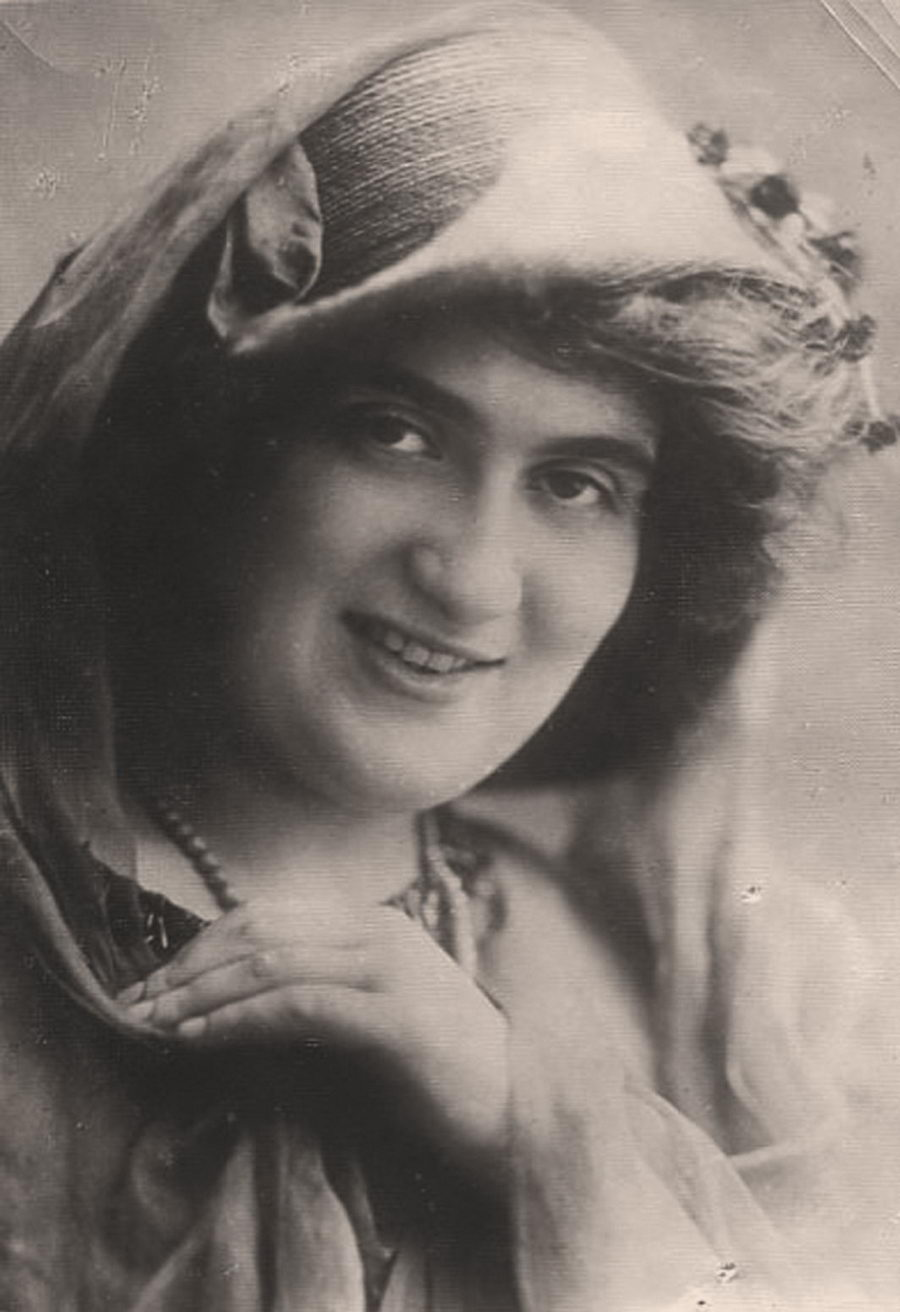
Изабелла Шерешевская, 2-я жена

Дочери от второго брака с польской оперной певицей (меццо-сопрано) Изабеллой Самойловной Шерешевской (пол. Izabella Ida Szereszewska, 1894—1989) — Марина (жила в Эстонии, последние годы в Финляндии) и Зося (погибла в Варшаве во время войны).
- Брат — Леон Моисеевич Беркенгейм (1866 — после 1914)[21], врач, страдал психическим заболеванием, рано умер[22][23] (не ранее 1914 года)[24].
- Брат — Абрам Моисеевич Беркенгейм (1867—1938), химик-органик, один из основоположников российской химико-фармацевтической промышленности.
- Брат — Григорий Моисеевич Беркенгейм (1872—1919), домашний врач семьи Л. Н. Толстого, во время Русско-японской войны — врач офицерского госпиталя и заведующий медицинской частью Харбинского управления, награждён орденами св. Станислава и св. Анны III степени.
- Брат — Борис Моисеевич Беркенгейм (1885—1959), химик, профессор и заведующий кафедрой неорганической химии МГУ.
- Сестра — Евгения Моисеевна в замужестве Рогинская, филолог[25].
- Сестра — ?